# Banksia brownii
Banksia de Brown, Banksia à feuilles en plumes
Espèce
Classification phylogénétique
Statut CITES
Banksia brownii, le banksia de Brown, connu en Australie sous le nom de Banksia à feuilles plumeuses (Feather-leaved Banksia), est une espèce d'arbrisseau de la famille des Proteaceae. Originaire du  Sud-Ouest de l'Australie-Occidentale, c'est une plante décorative par ses belles feuilles plumeuses et ses grands épis floraux rouge-brun. Elle se présente habituellement sous la forme d'un arbrisseau droit d'environ deux mètres de haut, mais peut aussi prendre la forme d'un petit arbre ou d'un arbrisseau bas étalé. Récoltée pour la première fois en 1829 et décrite l'année suivante, l'espèce est classée dans le genre Banksia sous-genre Banksia, section Oncostylis, série Spicigerae. Il en existe deux formes génétiquement distinctes.
À l'état naturel, Banksia brownii se trouve seulement dans deux groupes de populations entre  Albany et la chaîne de Stirling dans le Sud-Ouest de l'Australie occidentale. Dans la chaîne de Stirling, on le trouve parmi les bruyères sur les pentes rocailleuses ; plus au sud il se rencontre dans les forêts claires de Jarrah (Eucalyptus marginata) sur des sables superficiels pauvres en éléments nutritifs. C'est une espèce rare et menacée dans son  habitat naturel, tous les peuplements connus étant actuellement menacés par le dépérissement terminal dû à Phytophthora cinnamomi, maladie à laquelle l'espèce est hautement sensible. Parmi les autres menaces figurent la disparition de son habitat naturel, l'exploitation commerciale et les modifications du régime des incendies.
Très apprécié en Australie par les secteurs de l'horticulture et de la fleur coupée, Banksia brownii est largement cultivé dans les régions non exposées au dépérissement terminal. Il préfère les situations abritées et les sols bien drainés et doit recevoir un minimum d'humidité en été.

## Description
Banksia brownii pousse habituellement sous la forme d'un arbrisseau droit d'un à trois mètres de haut, mais peut aussi prendre la forme d'un petit arbre aux branches ouvertes pouvant atteindre six mètres dans des ravines abritées, ou d'un buisson bas étalé en situations exposées comme sur les sommets de la chaîne de Stirling. L'écorce, de couleur gris-brun, est lisse et fine, couverte de lenticelles. Les feuilles sont longues et étroites, de trois à dix centimètres de long, et de cinq à dix millimètres de large. Vert foncé et glabre au-dessus, mais tomenteuses et blanchâtres au-dessous, elles sont faciles à reconnaitre à leur aspect de plumes, dû à la division du limbe finement découpé, pratiquement jusqu'à la nervure principale, en de nombreux (jusqu'à 70) lobes étroits et effilés,,.
Les fleurs sont rassemblées dans des « épis floraux » caractéristiques du genre Banksia. Ce sont des inflorescences constituées de centaines de paires de fleurs serrées en une spirale dense autour du rachis ligneux. L'épi floral de Banksia brownii, d'une couleur métallique rouge-brun et de forme grossièrement cylindrique, a de six à 19 centimètres de long et de huit à dix centimètres de large. Chacune des fleurs est constituée d'un périanthe tubulaire formé de quatre tépales soudés, et d'un long style filamenteux. Les périanthes sont blanc-crème à la base et gris-brun à l'extrémité. Les styles sont rouge-brun rouillé avec l'extrémité crème, et recourbés en crochet vers le bas plutôt que droits. L'extrémité du style est au début emprisonnée dans la partie supérieure du périanthe, mais se libère à l'anthèse,,.
Les épis floraux sont érigés et habituellement en position terminale sur les rameaux ; souvent d'autres rameaux poussant du dessous entourent l'épi. L'infrutescence est un solide « cône » ligneux, d'environ cinq centimètres de diamètre, à l'aspect chevelu du fait de la persistance des anciennes pièces florales flétries. Un « cône » peut être garni de nombreux follicules, jusqu'à 60, bien qu'habituellement ils soient peu nombreux voire totalement absents.
Exceptionnellement chez les Banksias, chaque follicule ne contient qu'une seule graine.
Celle-ci est noir brillant, de forme ovale, d'environ 20 mm de long, avec une aile brune  foliacée,,.

## Taxinomie

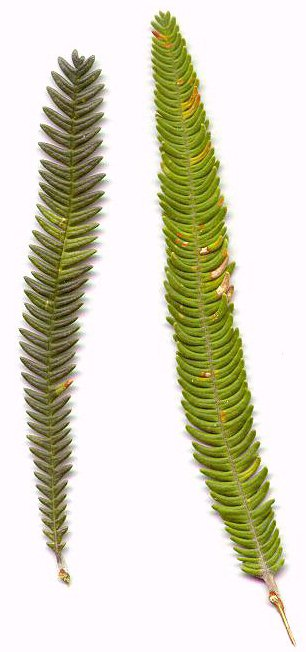
Variation des feuilles chez B. brownii. À gauche : feuille la forme buissonnante de montagne. À droite : feuille de la forme dressée « Millbrook Road ».

Banksia brownii fut récolté la première fois près de la baie de King George en 1829 par William Baxter, qui la nomma en l'honneur du botaniste Robert Brown. Brown en donna une description officielle en 1830 dans son « supplément » au  Prodromus Florae Novae Hollandiae ; ainsi le nom botanique complet de l'espèce est Banksia brownii W.Baxter ex R.Br.
Brown plaça Banksia brownii dans le sous-genre Banksia verae, les  « vrais Banksias », pour son inflorescence qui est l'épi floral caractéristique des Banksia. Banksia verae a été renommé Eubanksia par Stephan Endlicher en 1847, et ramené au rang de section par Carl Meissner dans sa classification de 1856. Meissner a également subdivisé la section en trois séries, plaçant Banksia brownii dans la série des Dryandroideae.
George Bentham abandonna les séries de Meissner dans sa publication de 1870, Flora Australiensis, rassemblant les espèces à style en crochet dans une section qu'il nomma Oncostylis.
Ce classement devait durer plus d'un siècle, jusqu'à la publication en 1981 du classement actuel  dans la monographie classique d'Alexander Segger George : The Genus Banksia L.f. (Proteaceae).
En 1891, Otto Kuntze contesta le nom générique « Banksia L.f. », au motif qu'il avait été préalablement publié en 1775 en tant que « Banksia J.R.Forst & G.Forst », pour désigner l'actuel genre Pimelea. Kuntze proposa Sirmuellera comme alternative, renommant Banksia brownii comme  « Sirmuellera brownei (W.Baxter) » [sic]. La contestation échoua. « Banksia L.f. » a été officiellement conservé, et Sirmuellera brownii (W.Baxter ex R.Br.) Kuntze" est maintenant considéré comme un synonyme nomenclatural de Banksia brownii.
Dans la classification des Banksia en cours, l'Eubanksia d'Endlicher est devenu le sous-genre Banksia, subdivisé en trois sections, dont l'une est Oncostylis. La section Oncostylis est elle-même subdivisée en quatre séries, Banksia brownii étant placé dans la série Spicigerae pour ses inflorescences cylindriques.
On estime que les Spicigerae sont l'une des plus anciennes séries de Banksia ; elle comprend à la fois des espèces orientales et occidentale, ce qui laisse supposer qu'elle s'est développée avant l'extension de l'aridité dans la plaine de Nullarbor. L'espèce considérée comme la plus proche de Banksia brownii est Banksia occidentalis (Banksia rouge des marais). Elle se différencie de Banksia brownii par ses fleurs plus petites, rouge profond, et par ses feuilles étroites et faiblement dentées.
Des analyses cladistiques récentes, faisant appel aussi bien aux caractères morphologiques traditionnels que génétiques,, ont confirmé que le classement de  Banksia brownii aux côtés de Banksia occidentalis et des autres espèces à style en crochet est cohérent avec des considérations phylogénétiques.
La position de Banksia browniiau sein du genre Banksia peut se résumer de la manière suivante :
Genre Banksia
Sous-genre Banksia
Section Banksia
Section Coccinea
Section Oncostylis
Série Spicigerae
Banksia spinulosa - Banksia ericifolia - Banksia verticillata - Banksia seminuda - Banksia littoralis - Banksia occidentalis - B. brownii
Série Tricuspidae
Série Dryandroidae
Série Abietinae
Sous-genre Isostylis
Deux formes génétiquement distinctes de Banksia brownii sont reconnues :
- une « forme montagnarde » au port buissonnant, aux feuilles courtes, étroites et raides, et à l'inflorescence trapue ;
- et une « forme de Millbrook Road », au port d'arbre et aux feuilles plus longues, plus larges et plus souples[12],[13].

Ces formes n'ont pas actuellement de statut taxonomique, mais des tests génétiques sont programmés pour déterminer si elles constituent deux sous-espèces distinctes.
Certains horticulteurs distinguent également une forme intermédiaire qui ne peut pas être reproduite par semis.

## Répartition et habitat

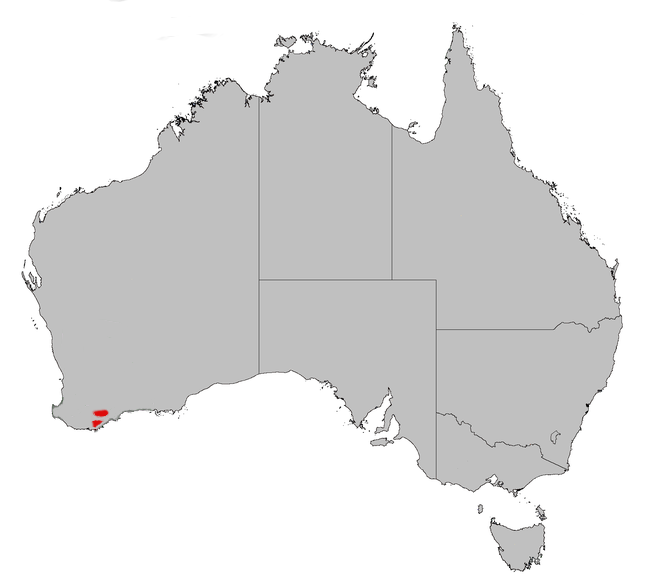
Distribution de Banksia brownii en Australie

Banksia brownii est présent dans le Sud-Ouest de l'Australie-Occidentale entre Albany et la chaîne de  Stirling.
C'est pour le genre Banksia la région la plus riche sur le plan taxonomique, avec 19 espèces dont six sont endémiques, y compris l'espèce Banksia brownii elle-même. C'est une région fraîche et humide, avec des températures comprises entre 4 et 30 °C et des précipitations annuelles d'environ 800 millimètres.
Il se rencontre en deux groupes de populations distincts : les peuplements du sud se trouvent dans des  forêts claires basses de Jarrah  dans des sables superficiels, blancs ou gris, pauvres en éléments nutritifs sur de la latérite ; les peuplements de la chaîne de Stirling se trouvent à des altitudes comprises entre 500  et   1 100 mètres, dans des landes à bruyère sur des pentes rocailleuses et sur les sommets, et sur du schiste dans des ravines,.
On a recensé 17 peuplements dans cette région, comprenant au total environ 12 000 individus. Seuls cinq peuplements ont plus de 200 plantes et deux seulement plus de 500. La moitié environ de ces peuplements comptent moins de 20 individus.

## Écologie
Les plantes côtières commencent à fleurir environ cinq ans après le semis, mais celle de la chaîne de Stirling demandent beaucoup plus longtemps pour atteindre la maturité. Dans l'un des peuplements de la chaîne de Stirling, 15 % seulement des plants ont fleuri au bout de huit ans. La période de floraison est très variable, mais en général elle intervient entre mars et août, avec une pointe en juin. Davantage de fleurs s'ouvrent le jour que la nuit.
À l'instar d'autres espèces de Banksia, Banksia brownii est un gros producteur de nectar et constitue une ressource alimentaire pour toute une série d'animaux nectarivores, mammifères, oiseaux, insectes. Les méliphages, tels le méliphage de Nouvelle-Hollande (Phylidonyris novaehollandiae), le méliphage festonné (Acanthorhynchus superciliosus) et le méliphage barbe-rouge (Anthochaera carunculata) sont des visiteurs fréquents qui transportent souvent de grosses quantités de pollen, ce qui fait d'eux d'importants pollinisateurs. Les mammifères nocturnes comme les rat du bush (Rattus fuscipes) et les souris à miel (Tarsipes rostratus) transportent aussi de grosses quantités de pollen, mais le comportement alimentaire des rats de brousse fait penser qu'ils ne peuvent transporter le pollen qu'à très courtes distances. Les visiteurs invertébrés comprennent les abeilles introduites (Apis mellifera), les abeilles indigènes (Meliponini), les mouches et les fourmis ; les abeilles semblent être des pollinisateurs efficaces, mais les fourmis et les mouches s'alimentent seulement à la base des fleurs et n'entrent pas en contact avec le  pollen des plantes.
L'espèce est partiellement autocompatible, la mise à graines se faisant pour une part alors que les pollinisateurs sont exclus. La sélection à l'encontre des graines autopollinisées a été observée,
mais on a néanmoins montré que l'espèce a un taux d'allogamie parmi les plus bas chez les Banksia. Cela est probablement dû à la petite taille des populations, qui augmente la probabilité d'auto-fertilisation, et peut décourager les visites des pollinisateurs.
Elle a un faible taux de fructification, avec moins de 1 % de fleurs se transformant en follicules, et plus de la moitié des inflorescences ne produisant aucun follicule.
Les taux de survie des graines sont également faibles. Plus de la moitié des graines produites par les plantes peuvent disparaître à cause des larves de lépidoptères et les charançons, qui creusent les épis pour dévorer les draines et se transforment en pupes dans les follicules ; d'autres pertes de graines sont provoqués ensuite par les oiseaux granivores tels les cacatoès, qui ouvrent les épis pour manger à la fois les graines et les larves d'insectes.
Une petite proportion de follicules s'ouvrent et libèrent leurs graines spontanément, mais la plupart restent fermées tant qu'un feu de brousse ne vient pas déclencher leur ouverture. L'incendie provoque la mort du pied mère, qui n'a pas d'écorce épaisse, ni de lignotubers, mais le stock de graines qui en résulte permet au peuplement de se régénérer.

## Préservation
Banksia brownii est une espèce menacée par la disparition de son habitat due au défrichement, par l'exploitation commerciale, les maladies et les modifications du régime des incendies. La fragmentation des populations est aussi préoccupante, car elle affaiblit la diversité génétique de l'espèce, réduisant potentiellement sa vigueur.
L'espèce est actuellement inscrite en tant qu'« espèce menacée » dans le cadre de la loi australienne de protection de l'environnement et la préservation de la biodiversité de 1999, et « rare » dans le cas de la loi sur la conservation de la nature de 1950 en Australie-Occidentale.
Ces lois procurent une protection légale contre une série de menaces potentielles, dont la cueillette commerciale des fleurs et le défrichement. Une protection supplémentaire est assurée aux peuplements du nord par le fait qu'ils se trouvent dans les limites du Parc national de la chaîne de Stirling. Malgré ces mesures, l'extinction récente de certains peuplements et le déclin de plus de 80 % prévu dans l'espace de trois générations sont des signaux en faveur d'un classement de l'espèce comme en danger de disparition. On estime qu'en l'absence de mesures de protection effectives, l'espèce Banksia brownii pourrait s'éteindre en une décennie, et que cette extinction serait « non seulement une tragédie en elle-même mais pourrait avoir des conséquences imprévues et potentiellement désastreuses, pour le fonctionnement des communautés végétales dont le banksia à feuilles plumeuses est une partie intégrante ».

### Maladies
Toutes les populations de Banksia brownii, sauf deux,  souffrent du dépérissement terminal provoqué par un champignon pathogène introduit, Phytophtora cinnamomi, oomycète tellurique qui provoque la pourriture des racines. Les deux peuplements indemnes se trouvent dans des zones vulnérables à la maladie et sont aussi considérés comme menacés. Aucun plan de récupération spécifique n'a été mis en place ; l'espèce est gérée dans le cadre d'une réponse plus large à l'épidémie du dépérissement terminal dans la région. Un certain nombre de mesures de protection ont été mises en œuvre, notamment des restrictions d'accès aux sites, la collecte de graines et leur conservation par le froid et le traitement des plantes à l'aide de phosphite. Le phosphite renforce la résistance tant des pieds infectés que de ceux encore indemnes, et agit également comme un fongicide direct. L'aspersion aérienne de phosphite favorise la survie des plantes et ralentit l'expansion de l'infection,,
mais doit être conduite prudemment car des études ont montré que l'aspersion foliaire de phosphite contrarie la croissance des racines et des jeunes pousses. L'injection directe de phosphite dans les tiges semble pallier cet inconvénient, mais son application est coûteuse et réservée aux plantes connues.
Banksia brownii est sensible à d'autres maladies, dont le chancre aérien dû au champignon Zythiostroma et le champignon parasite Armillaire de miel.

### Régime des incendies
Du fait que Banksia brownii libère ses graines en réponse à un feu de forêt, il est important que les incendies interviennent à des intervalles permettant aux plantes de produire des graines viables en quantité. L'intervalle optimum entre incendies est d'environ 18 années. Si les incendies sont trop rapprochés, les plantes sont brûlées avant d'avoir atteint la maturité ou  avant qu'elles aient produit suffisamment de graines pour assurer la régénération du peuplement. Cela peut causer le déclin des populations, voire leur extinction locale. Des incendies trop espacés peuvent aussi entraîner le déclin des populations, car alors plus de plantes disparaissent de mort naturelle sans avoir libéré leurs graines, qui sont perdues.

## Culture

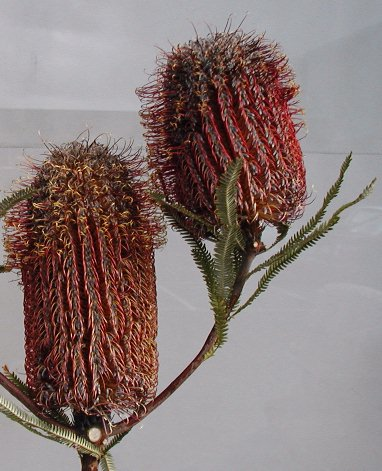
Épis floraux de Banksia brownii

Avec ses grandes inflorescences rouge métallique et ses séduisantes feuilles plumeuses qui sont peut-être les plus souples de toutes les espèces de Banksia, Banksia brownii est hautement apprécié en Australie par les secteurs de l'horticulture et de la fleur coupée. Graines et plants sont facilement disponibles dans les pépinières australiennes, et la plante est largement cultivée dans les zones non exposées au dépérissement terminal,. Elle préfère les situations abritées avec des sols bien drainés, et doit recevoir un minimum d'humidité en été. Elle pousse rapidement, mais ne fleurit qu'au bout de plusieurs années. Une fois bien implantée, la plante résiste aux gelées et tolère un léger élagage. Les fleurs sont attrayantes en boutons, mais perdent leurs couleurs dès qu'elles s'ouvrent. Comme elles sont habituellement entourées de rameaux, elles peuvent être partiellement cachées par le feuillage.
Le principal obstacle à la culture est l'extrême sensibilité de l'espèce au dépérissement terminal, qui est largement répandu dans les jardins suburbains. Cependant l'espèce a été greffée avec succès sur des porte-greffes de Banksia integrifolia (Banksia côtier), ce qui la rend plus rustique sur une variété de sols.

## Sources
- (en) Cet article est partiellement ou en totalité issu de l’article de Wikipédia en anglais intitulé « Banksia brownii » (voir la liste des auteurs).